# Mistrzostwa Świata w Piłce Nożnej 1994 (eliminacje strefy UEFA)/Grupa A
W Grupie A eliminacji do piłkarskich Mistrzostw świata 1994 udział wzięły następujące zespoły:
- Estonia
- Włochy
- Malta
- Portugalia
- Szkocja
- Szwajcaria.

Awans wywalczyły dwie najlepsze drużyny.

## Tabela
| Lp | Reprezentacja | M  | Z | R | P | Br+ | Br- | +/- | Pkt |
| -- | ------------- | -- | - | - | - | --- | --- | --- | --- |
| 1  | Włochy        | 10 | 7 | 2 | 1 | 22  | 7   | +15 | 16  |
| 2  | Szwajcaria    | 10 | 6 | 3 | 1 | 23  | 6   | +17 | 15  |
| 3  | Portugalia    | 10 | 6 | 2 | 2 | 18  | 5   | +13 | 14  |
| 4  | Szkocja       | 10 | 4 | 3 | 3 | 14  | 13  | +1  | 11  |
| 5  | Malta         | 10 | 1 | 1 | 8 | 3   | 23  | -20 | 3   |
| 6  | Estonia       | 10 | 0 | 1 | 9 | 1   | 27  | -26 | 1   |

|            | Estonia | Włochy | Malta | Portugalia | Szkocja | Szwajcaria |
| ---------- | ------- | ------ | ----- | ---------- | ------- | ---------- |
| Estonia    | X       | 0:3    | 0:1   | 0:2        | 0:3     | 0:6        |
| Włochy     | 2:0     | X      | 6:1   | 1:0        | 3:1     | 2:2        |
| Malta      | 0:0     | 1:2    | X     | 0:1        | 0:2     | 0:2        |
| Portugalia | 3:0     | 1:3    | 4:0   | X          | 5:0     | 1:0        |
| Szkocja    | 3:1     | 0:0    | 3:0   | 0:0        | X       | 1:1        |
| Szwajcaria | 4:0     | 1:0    | 3:0   | 1:1        | 3:1     | X          |

Awans z grupy 1 wywalczyły  Włochy i  Szwajcaria.

## Mecze
| 16 sierpnia 1992 | Estonia | 0:60:2 | Szwajcaria · Chapuisat 23', 68' · Bregy 29' · Knup 46', 66' · Sforza 84' | Tallinn, Estonia Sędzia: Michał Listkiewicz |
|                  |         |        |                                                                          |                                             |

| 9 września 1992 | Szwajcaria · Knup 2', 71' · Bregy 81' | 3:11:1 | Szkocja · McCoist 13' | Wankdorfstadion, Berno Sędzia: Mario Van der Ende |
|                 |                                       |        |                       |                                                   |

| 14 października 1992 | Włochy · R. Baggio 83' · Eranio 89' | 2:20:2 | Szwajcaria · Ohrel 17' · Chapuisat 21' | Stadio Sant’Elia, Cagliari Sędzia: Peter Mikkelsen |
|                      |                                     |        |                                        |                                                    |

| 14 października 1992 | Szkocja | 0:0 | Portugalia | Ibrox Park, Glasgow Sędzia: Hubert Forstinger |
|                      |         |     |            |                                               |

| 25 października 1992 | Malta | 0:0 | Estonia | Ta’ Qali Stadium, Valletta Sędzia: Oğuz Sarvan |
|                      |       |     |         |                                                |

| 18 listopada 1992 | Szkocja | 0:0 | Włochy | Ibrox Park, Glasgow Sędzia: Aron Schmidhuber |
|                   |         |     |        |                                              |

| 18 listopada 1992 | Szwajcaria · Bickel 2' · Sforza 44' · Chapuisat 89' | 3:02:0 | Malta | Wankdorfstadion, Berno Sędzia: Sergiej Husajnow |
|                   |                                                     |        |       |                                                 |

| 19 grudnia 1992 | Malta · Gregory 85' | 1:20:0 | Włochy · Vialli 59' · Signori 62' | Ta’ Qali Stadium, Valletta Sędzia: Guy Goethals |
|                 |                     |        |                                   |                                                 |

| 24 stycznia 1993 | Malta | 0:10:0 | Portugalia · Rui Aguas 58' | Ta’ Qali Stadium, Valletta Sędzia: David Elleray |
|                  |       |        |                            |                                                  |

| 17 lutego 1993 | Szkocja · McCoist 15', 68' · Nevin 84' | 3:01:0 | Malta | Ibrox Park, Glasgow Sędzia: Ilkka Koho |
|                |                                        |        |       |                                        |

| 24 lutego 1993 | Portugalia · Fernando Couto 56' | 1:30:2 | Włochy · R. Baggio 2' · Casiraghi 25' · D. Baggio 73' | Estádio das Antas, Porto Sędzia: Bo Karlsson |
|                |                                 |        |                                                       |                                              |

| 24 marca 1993 | Włochy · D. Baggio 19' · Signori 38' · Vicrchowod 48' · Mancini 58', 89' · Maldini 73' | 6:12:0 | Malta · Busuttil 68' (k.) | Stadio Renzo Barbera, Palermo Sędzia: Vassilios Nikakis |
|               |                                                                                        |        |                           |                                                         |

| 31 marca 1993 | Szwajcaria · Chapuisat 39' | 1:1 | Portugalia · Semedo 44' | Wankdorfstadion, Berno Sędzia: Kim Nilton Nielsen |
|               |                            |     |                         |                                                   |

| 14 kwietnia 1993 | Włochy · R. Baggio 21' · Signori 87' | 2:01:0 | Estonia | Stadio Nereo Rocco, Triest Sędzia: Sándor Piller |
|                  |                                      |        |         |                                                  |

| 17 kwietnia 1993 | Malta | 0:20:1 | Szwajcaria · Ohrel 31' · Türkyilmaz 89' | Ta’ Qali Stadium Valletta Sędzia: Ion Craciunescu |
|                  |       |        |                                         |                                                   |

| 28 kwietnia 1993 | Portugalia · Rui Barros 5', 70' · Cadete 45', 72' · Futre 67' | 5:02:0 | Szkocja | Estádio da Luz, Lizbona Sędzia: Sándor Puhl |
|                  |                                                               |        |         |                                             |

| 1 maja 1993 | Szwajcaria · Hottiger 56' | 1:00:0 | Włochy | Wankdorfstadion, Berno Sędzia: Antonio Martin Navarrete |
|             |                           |        |        |                                                         |

| 12 maja 1993 | Estonia | 0:1 | Malta · Laferla 16' | Kadriorg, Tallinn Sędzia: Markus Merk |
|              |         |     |                     |                                       |

| 19 maja 1993 | Estonia | 0:30:1 | Szkocja · Gallacher 43' · Collins 59' · Booth 73' | Kadriorg, Tallinn Sędzia: Tore Hollung |
|              |         |        |                                                   |                                        |

| 2 czerwca 1993 | Szkocja · McClair 18' · Nevin 27', 72' (k.) | 3:12:0 | Estonia · Bragin 57' | Pittodrie Stadium, Aberdeen Sędzia: Atanas Uzunow |
|                |                                             |        |                      |                                                   |

| 19 czerwca 1993 | Portugalia · Nogueira 1' · Rui Costa 8' · João Pinto 23' · Cadete 85' | 4:03:0 | Malta | Estádio Das Antas, Porto Sędzia: Jiří Ulrich |
|                 |                                                                       |        |       |                                              |

| 5 września 1993 | Estonia | 0:20:0 | Portugalia · Rui Costa 61' · Folha 74' | Kadriorg, Tallinn Sędzia: Ilkka Koho |
|                 |         |        |                                        |                                      |

| 8 września 1993 | Szkocja · John Collins 50' | 1:10:0 | Szwajcaria · Bregy 70' (k.) | Pittodrie Stadium, Aberdeen Sędzia: Joël Quiniou |
|                 |                            |        |                             |                                                  |

| 22 września 1993 | Estonia | 0:30:1 | Włochy · R. Baggio 20' (k.), 73' · Mancini 59' | Kadriorg, Tallinn Sędzia: Jan Damgaard |
|                  |         |        |                                                |                                        |

| 13 października 1993 | Portugalia · João Pinto 8' | 1:0 | Szwajcaria | Estádio das Antas, Porto Sędzia: Helmut Krug |
|                      |                            |     |            |                                              |

| 13 października 1993 | Włochy · Donadoni 3' · Casiraghi 16' · Eranio 80' | 3:12:0 | Szkocja · Gallacher 80' | Stadio Olimpico, Rzym Sędzia: Ion Craciunescu |
|                      |                                                   |        |                         |                                               |

| 10 listopada 1993 | Portugalia · Futre 2' · Océano 37' (k.) · Rui Aguas 86' | 3:02:0 | Estonia | Estádio da Luz, Lizbona Sędzia: Eric Blareau |
|                   |                                                         |        |         |                                              |

| 17 listopada 1993 | Włochy · D. Baggio 83' | 1:00:0 | Portugalia | San Siro, Mediolan Sędzia: Ryszard Wójcik |
|                   |                        |        |            |                                           |

| 17 listopada 1993 | Malta | 0:20:1 | Szkocja · McKinlay 15' · Henry 74' | Ta’ Qali Stadium, Valletta Sędzia: Vassilakis Periklis |
|                   |       |        |                                    |                                                        |

| 17 listopada 1993 | Szwajcaria · Knup 32' · Bregy 34' · Herr 45' · Chapuisat 61' | 4:03:0 | Estonia | Hardturm, Zurych Sędzia: Zoran Petrović |
|                   |                                                              |        |         |                                         |